# Tel Nimrod
Tel Nimrod (hebreiska: תל נמרוד) är en kulle i Israel.   Den ligger i distriktet Norra distriktet, i den nordöstra delen av landet.
Terrängen runt Tel Nimrod är kuperad åt nordost, men åt sydväst är den platt. Runt Tel Nimrod är det tätbefolkat, med 476 invånare per kvadratkilometer. Närmaste större samhälle är Bet She'an, 5,6 km väster om Tel Nimrod. Trakten runt Tel Nimrod består till största delen av jordbruksmark.